# Nyiko Mobbie
Nyiko Mobbie, né le 11 septembre 1994 à Malamulele, est un footballeur international sud-africain. Il joue au poste d'arrière droit au Supersport United FC.

## Biographie

### En club

#### Débuts à Highlands Park
Il commence sa carrière en Absa Premiership lors de la saison 2015-2016. Il joue son premier match le 11 mai 2016, contre les Kaizer Chiefs (2-2). Lors de ses deux premières saisons, il se contente de seulement dix apparitions.
À partir de la saison 2017-2018, il prend de l'importance, et se voit titularisé à de nombreuses reprises. Il inscrit son premier but le 25 avril 2018, lors d'une défaite 3-2 contre Supersport United. Lors de cette saison, il remporte la Coupe d'Afrique du Sud, après une victoire 1-0 en finale face au Maritzburg United. Malgré un temps de jeu conséquent, il ne peut empêcher la relégation de son équipe, qui finit lanterne rouge lors de la saison suivante. 

#### Mamelodi Sundowns
Il ne connaît toutefois pas la National First Division (D2), puisqu'il rejoint le club des Mamelodi Sundowns en juillet 2019. 

##### Prêt à Stellenbosch
Le 23 août 2019, il est prêté pour une saison au Stellenbosch FC, fraîchement promu en première division. Cinq jours plus tard, il fait sa première apparition lors d'une défaite 2-1 contre les Bidvest Wits. Il marque son premier but le 11 janvier 2020, contre Highlands Park (victoire 4-1).

### En sélection
Il honore sa première sélection en équipe d'Afrique du Sud le 4 août 2019, lors des qualifications du Championnat d'Afrique des nations 2020 contre le Lesotho (défaite 3-0).

## Palmarès

### En club
Free State Stars
- Coupe d'Afrique du Sud (1) :
  - Vainqueur : 2017-18.